# 51 Orionis
51 Orionis, som är stjärnans Flamsteed-beteckning är en ensam stjärna i den mellersta delen av stjärnbilden Orion, som också har Bayer-beteckningen b Orionis. Den har en  skenbar magnitud på ca 4,90 och är svagt synlig för blotta ögat där ljusföroreningar ej förekommer. Baserat på parallax enligt Gaia Data Release 2 på ca 10,9 mas, beräknas den befinna sig på ett avstånd på ca 299 ljusår (ca 88 parsek) från solen. Den rör sig bort från solen med en heliocentrisk radialhastighet av ca 88 km/s.

## Egenskaper
51 Orionis är en orange till gul jättestjärna av spektralklass K1 III. Den har en massa som är ca 1,1 solmassor, en radie som är ca 19 solradier och utsänder ca 132 gånger mera energi än solen från dess fotosfär vid en effektiv temperatur på ca 4 500 K.